# Еввентий и Максим
Еввентий (Иувентин) и Максим (Максимин) — святые мученики около 361-363 годов.
Святые мученики Еввентий и Максим были щитоносцами (телохранителями) последнего языческого римского императора Юлиана Отступника. Во время пребывания в Антиохии император-язычник придумал способ, как выявить тайных христиан и желая сделать их участниками нечестивых своих жертв, приказал раздать своим охранникам кровь животных, принесенных в жертву языческим божествам, а гвардейцы должны были демонстративно окропить этой кровью продукты на рынках и воду в местных колодцах.
Большинство воинов исполнило приказ спокойно, но Святые Еввентий и Максим воспротивились этому указу, а присутствуя на одном пиршестве с другими воинами, со скорбью беседовали с ними о беззаконии императора и повторяли слова святых трех отроков, некогда сказанные в Вавилоне:

«И предал нас в руки врагов беззаконных, ненавистнейших отступников, и царю неправосудному и злейшему на всей земле» (Дан.3:32).— Книга пророка Даниила, 3:32
Утром Еввентий и Максим были доставлены к Юлиану и на вопрос говорили ли они такие слова, отвечали истину и, повторяя те же самые слова, обличали его и укоряли в беззаконном отступничестве.
Пришедший в ярость император приказал арестовать Еввентия и Максима, всё их имущество (вплоть до одежды) было конфисковано. На распоряжение отвести их голыми в тюрьму — мученики пошли без стыда, но с радостью. Сначала их беспощадно били, затем бросили в темницу.
Казнили мучеников, вопреки традиции, в полночь, чтобы не давать повода христианам гордиться мужеством исповедников.
Иоанн Златоуст, который произносил проповедь об этих мучениках через 20 лет после их кончины, знал о них то, что императору донесли, что эти христиане критиковали возобновление языческих приношений:

«Стоит ли вообще жить после этого, дышать и смотреть на это солнце, когда попираются священные законы, благочестие подвергается оскорблениям, общий Владыка твари терпит бесчестие, когда все наполнилось смрадом и дымом от нечистых жертв, и мы даже не можем дышать чистым воздухом?».— Иоанн Златоуст
Дни памяти: 18 сентября (5 сентября по ст.стилю), 22 октября (9 октября по ст.стилю)